# Verkiezingen voor het Europees Parlement 2019/Kandidatenlijst/De Groenen
De kandidatenlijst voor de Europese Parlementsverkiezingen 2019 van de lijst De Groenen (lijstnummer 13) is na controle door de Kiesraad als volgt vastgesteld:
1. Berendsen P. (Paul) (m), Amsterdam
2. Zikking A.P.A. (Angela) (v), Amsterdam
3. Van Zwoll R.M.E. (Reina) (v), Amsterdam
4. Bijma W. (Wim) (m), Gouda
5. Bakkers T.F.M. (Tom) (m), Amsterdam
6. Hofman L. (Luuk) (m), Duivendrecht
7. Smeekes A.J.R. (Adriaan) (m), Oosterhout
8. Borsboom E.J. (Nora) (v), 's-Gravenhage
9. Baarslag C.J.T. (Hans) (m), Wierden
10. Blik D. (David) (m), Amsterdam
11. Ter Haar - van Oyen V.E. (Vera) (v), Culemborg

Democraten 66 (D66) ·
CDA-Europese Volkspartij · 
PVV (Partij voor de Vrijheid) ·
VVD · 
SP (Socialistische Partij) ·
P.v.d.A./Europese Sociaaldemocraten ·
ChristenUnie-SGP ·
GROENLINKS ·
Partij voor de Dieren ·
50PLUS ·
JEZUS LEEFT ·
DENK ·
De Groenen ·
Forum voor Democratie ·
vandeRegio & Piratenpartij ·
Volt Nederland